# Manuel Darias
Manuel Enrique Darias Darias (Santa Cruz de Tenerife, 1942) és un crític de còmics espanyol, guardonat amb el premi a la divulgació del Saló del Còmic de Barcelona de l'any 2008.

## Biografia
Des de la seva infància, va ser un lector apassionat dels quaderns d'aventures de la seva època.
De professió aparellador, va cofundar el fanzine Epsilon Eridani el 1969 i va col·laborar amb la revista Bang!.
El gener de 1973 va començar a escriure una pàgina informativa sobre còmic en els diaris La Tarde i a partir de 1976 en Diario de Avisos. Des d'aquest últim diari, concedeix anualment uns premis que gaudeixen de gran predicament en el món nacional.
El 1981 va dirigir el documental Carlos Giménez, un mestre del còmic espanyol. Un any després, va presentar el programa El sonido del cómic per a Radio Nacional de España a Canàries, juntament amb José H. Chela.
En els anys 90, va ser vocal del Patronat de Cultura de l'Ajuntament de Santa Cruz de Tenerife, des del qual va posar en marxa les tres primeres edicions del Salón del Cómic de Tenerife (1993, 1994 i 1995).
El 2008 va aconseguir el Premi a la Divulgació del còmic al Saló del Còmic de Barcelona.